# 奥斯特阴谋
奥斯特阴谋（直译：九月阴谋）是一项1938年的拟议计划，旨在于德国因苏台德地区与捷克斯洛伐克开战的前提下，推翻德国元首阿道夫·希特勒和纳粹政权。该计划由阿勃维尔副司令汉斯·保罗·奥斯特少将和阿勃维尔内的其他高级保守派人士领导，他们反对该政权的行为，因为他们认为这些行为会使德国卷入一场他们认为尚未准备好应对的战争。他们计划由阴谋支持者组成的部队完成冲击德国总理府来推翻政权以及逮捕或暗杀希特勒的任务，并恢复德国末代皇帝威廉二世之孙普鲁士的威廉王子领导下的君主制。